# Алексеевский лес (Ростовская область)
Алексеевский лес — лесной массив, расположенный в Матвеево-Курганском районе, около слияния рек Крынка и Миус. Занимает площадь более 1000 гектаров.

## Описание
Первые участки Алексеевского леса были заложены в 1840 году на площади примерно 33 десятин. Решение о закладке леса было выдано градоначальником Таганрога. В закладке леса участвовал помещик Фурсов, потому что деревья сажали от его земель до поместья атамана Алексея Иловайского. В память о последнем и село, и лес назвали Алексеевскими. Алексей Иловайский был внуком атамана А. И. Иловайского, который находился при власти с 1775 по 1796 год. Внук же, также Алексей, А. В. Иловайский, в свою очередь, уделял внимание скорее не военным делам, а налаживанию стабильности жизни на Дону. Наказной атаман А. В. Иловайский, пребывавший у власти с 1821 по 1826 год, сделал свой вклад в лесомелиорацию.
В ходе исследования Алексеевского леса в 1992 году было отмечено достаточно много дубов в возрасте 150 лет. Они находились в хорошем состоянии, были 25—30 метров в высоту, диаметр кроны зачастую более 20 метров. Алексеевский лес, расположенный в часе езды железнодорожным сообщением от Таганрога, стал в годы после войны, в частности из-за вырубки Дубков, популярным местом отдыха туристов.
В настоящее время лес подвергается незаконной врубке и заваливается мусором. Число туристов, посещающих Алексеевский лес, в последние годы значительно выросло, в основном, за счёт жителей Таганрога и Ростова, однако уполномоченные службы не уделяют лесу должного внимания. Лес не прочищали ещё с советских времён, он завален валежником и мёртвыми деревьями, из-за чего в лесу распространяются вредители и грибковые заболевания, которые убивают ещё здоровые дубы и ясени.